# Коптский язык
Ко́птский язы́к (самоназвание: ϯⲙⲉⲧⲣⲉⲙⲛ̀ⲭⲏⲙⲓ, романизация — timetremənkʰēmi) — язык этнорелигиозной группы египтян коптов. Является последней ступенью развития египетского языка, охватывающей примерно две тысячи лет. Как и предшествующий ему египетский язык, включается исследователями в афразийскую макросемью, где выделяется в отдельную ветвь. 
Для его записи используется особый коптский алфавит, созданный на основе смеси греческого алфавита и демотической египетской письменности. Коптский и демотический египетский языки грамматически близко связаны с поздним египетским, который записывался с помощью иероглифического письма. 
После завоевания Египта арабами в VII веке коптское письмо стало постепенно утрачивать своё значение, пока, наконец, не было полностью вытеснено арабским из официального употребления. С XI—XII вв. язык начал вымирать, вытесняясь арабским. До сих пор он используется коптской церковью и как язык общения в некоторых коптских семьях и отдалённых районах Египта с преобладанием коптского населения. Коптский язык также используется для общения между собой некоторыми коптскими монахами.
Отчётливо выделяется несколько коптских диалектов, наиболее значимыми из которых являются саидский, бохайрский, ахмимский, файюмский, ликопольский и оксиринхский. Саидский диалект был распространён на территории между городами Асьют и Оксиринх и был литературным языком Египта в период с 325 по 800 год н. э. Бохайрский диалект был распространён в дельте Нила и приобрёл особую значимость в IX веке, став литургическим языком в коптской церкви. Несмотря на тесное родство, коптские диалекты отличаются друг от друга с точки зрения их фонологии, морфологии и лексики.
Лексика современного коптского языка отличается большим количеством заимствований из греческого.

## О названии
Самоназвание коптского языка выглядит как ϯⲙⲉⲧⲣⲉⲙⲛ̀ⲭⲏⲙⲓ на бохайрском диалекте и ⲧⲙ︤ⲛ︥ⲧⲣ︤ⲙ︥ⲛ︥ⲕⲏⲙⲉ на саидском диалекте. Приставка ⲙⲉⲧ-/ⲙ︤ⲛ︥ⲧ- происходит от глагола ⲙⲟⲩϯ «говорить», образуя множество абстрактных существительных на коптском языке (не только тех, которые относятся к «языку»). Термин ⲣⲉⲙⲛ̀ⲭⲏⲙⲓ/ⲣ︤ⲙ︥ⲛ︥ⲕⲏⲙⲉ означает «египтянин», буквально — «человек из Египта». Это слово представляет собой соединение ⲣⲉⲙ-/ⲣ︤ⲙ︥- (ⲣⲱⲙⲓ/ⲣⲱⲙⲉ «мужчина, человек»), родительного падежа с предлогом ⲛ̀- (аналог англ. of и de в романских языках) и слова «Египет», ⲭⲏⲙⲓ/ⲕⲏⲙⲉ (кемет). Таким образом, всё выражение буквально означает «язык народа Египта», или просто «египетский язык».
Другое название языка — ⲧⲙ︤ⲛ︥ⲧⲕⲩⲡⲧⲁⲓⲟⲛ — от копто-греческой формы ⲧⲙ︤ⲛ︥ⲧⲁⲓⲅⲩⲡⲧⲓⲟⲛ «египетский язык». Термин ⲗⲟⲅⲟⲥ ⲛ̀ⲁⲓⲅⲩⲡⲧⲓⲟⲥ «египетский язык» также засвидетельствован на саидском диалекте, но и ⲗⲟⲅⲟⲥ, и ⲁⲓⲅⲩⲡⲧⲓⲟⲥ имеют греческое происхождение. На языке Коптской православной церкви язык официально называется ϯⲁⲥⲡⲓ ⲛ̀ⲣⲉⲙⲛ̀ⲭⲏⲙⲓ «египетский язык», ⲁⲥⲡⲓ — египетское слово, означающее «язык».
Название «Коптский» происходит от латинского слова Coptus, происходящего от греческого aiguptios «египтянин».

## Лингвогеография
Коптский как литургический язык используют в Коптской православной и Коптской католической церкви (наряду с арабским языком). На этом языке говорят только в Египте, и исторически он не имел большого влияния за пределами территории Египта, за исключением монастырей, расположенных в Нубии. Лингвистическое влияние коптского языка наиболее заметно в египетском арабском языке, который характеризуется коптским субстратом в лексических, морфологических, синтаксических и фонологических особенностях.

## История
Египетский язык имеет самую длинную документированную историю среди всех языков, начиная с древнеегипетского, появившегося до 3200 года до н. э., и заканчивая его заключительными фазами как коптского в Средние века. Термин «коптский язык» относится к более поздней фазе развития египетского языка (начала использоваться в Новом царстве). Более поздний египетский язык представлял собой обычную разговорную речь более поздних периодов. Он отличался аналитическими особенностями, такими как определённые и неопределённые артикли и перифрастическое спряжение глаголов. Таким образом, коптский язык — отсылка к последней стадии развития египетского языка (после демотического) и к новой системе письма, которая была адаптирована из греческого алфавита.

### Доисламский период
Самые ранние попытки написания слов египетского языка с использованием греческого алфавита — это греческие транскрипции египетских имён собственных, большинство из которых датируются периодом царства Птолемеев. Учёные называют эту фазу докоптской. К позднему периоду демотические писцы обычно использовали более фонетическую орфографию, что свидетельствует о растущем культурном контакте между египтянами и греками ещё до завоевания Египта Александром Македонским. Сам коптский язык сложился на основе демотического египетского в I—II веках н. э., вплоть до V века сосуществуя с последним. Записывался он сначала демотическим и греческим письмом. На их основе к началу IV века сложилось коптское письмо. Переход от старой египетской письменности к новосозданному коптскому алфавиту был частично обусловлен снижением традиционной роли, которую играл жреческий класс древнеегипетской религии, который, в отличие от большинства обычных египтян, был грамотен и активно работал в храмовых скрипториях. Древнекоптский язык представлен в основном нехристианскими текстами, такими как египетские языческие молитвы, магические и астрологические папирусы. Многие из них служили глоссами к оригинальным иератическим и демотическим эквивалентам. Глоссы, возможно, были нацелены на неегипетских носителей языка.
При позднем римском правлении император Диоклетиан преследовал многих египетских христиан, что вынудило новообращённых бежать в египетские пустыни. Со временем рост этих общин породил необходимость написания христианских текстов на египетском языке, понятных и более доступных для читателей. Ранние отцы Египетской церкви, такие как Антоний Великий, Пахомий Великий, Макарий Египетский и Афанасий Александрийский, которые в остальном обычно писали по-гречески, писали некоторые из своих трудов, адресованные египетским монахам, на египетском языке. Тексты на египетском языке, написанные коптским алфавитом, широко распространились во II и III веках. Только при монахе Шенуте коптский язык стал полностью стандартизированным литературным языком, основанным на саидском диалекте. Египетский язык в качестве родного и знание греческого языка и риторики позволили Шенуте поднять коптский язык по содержанию и стилю на литературную высоту, почти равную положению египетского языка в Древнем Египте.

### Исламский период
Как письменный язык коптский сосуществовал сначала с греческим, а с VII века с арабским — мусульманское завоевание Египта арабами произошло с распространением ислама именно в VII веке. На рубеже VIII века халиф Абдуль-Малик ибн Марван постановил, что арабский язык заменит греческий койне и коптский языки в качестве единственного государственного языка. Литературный коптский язык постепенно приходил в упадок, и в течение нескольких сотен лет египетский епископ Северус Ибн аль-Мукаффа счёл необходимым написать Историю патриархов на арабском языке. Однако в церковном плане язык сохранил своё положение, в этот период было составлено много агиографических текстов. До X века коптский язык оставался разговорным языком коренного населения за пределами столицы Египта.
Как письменный язык, коптский, как полагают, полностью уступил место египетскому арабскому языку примерно в XIII–XIV веках, хотя точно известно, что он сохранился в качестве разговорного языка минимум вплоть до XVII века, а в некоторых населенных пунктах даже дольше; до середины XX века коптский сохранялся как основной в коптских семьях Негады, Асьюта и Зении (Бисолсела) около Луксора, возможно, в некоторых семьях язык сохраняется и сейчас.
Коптский используется как язык богослужения в коптском обряде. Кроме того, с конца XX века наблюдается некоторый интерес к возрождению коптского языка как разговорного среди коптских и египетских активистов.
Во второй половине XX века папа Кирилл VI Александрийский стал инициатором движения за возрождение коптского языка. Было опубликовано несколько работ по грамматике, в том числе более полный словарь, чем тот, который был доступен ранее. Научные открытия в области египтологии и открытие Института коптских исследований также способствовали возрождению языка. Усилия по возрождению языка продолжают предприниматься как внутри Церкви, так и за её пределами, они привлекли интерес коптов и лингвистов в Египте и за его пределами.
В последнее время появились новые предложения по возрождению коптского языка.

## Диалекты
Насчитывается до девяти диалектов коптского языка, из которых шесть считаются основными. Диалекты делятся на две группы:

### ДиалектыНижнего Египта(северные)
- бохайрский (мемфисский; литературный язык X—XXI вв.) — литургический язык Коптской православной церкви и Коптской католической церкви, изначально распространённый в районе Александрии и озера Мареотис;
- файюмский — Файюмский оазис к западу от Нила;
- оксиринхский (месокемский, «среднеегипетский») — к северу от Оксиринха, рукописи IV—V веков;
- башмурийский диалект — в северной части дельты Нила, на берегах озера Буруллус (Баралия); известен с XI в.

### ДиалектыВерхнего Египта(южные)
- саидский (фивский; литературный язык IV—XI вв.) — диалект с наибольшим литературным корпусом, обычный предмет изучения за пределами Коптской церкви;
  - ашмунейский — ранняя форма саидского в районе города Гермополис / Ашмунейн (Ϣⲙⲟⲩⲛ Шмун);
- ахмимский — район города Ахмим (Панополис);
- субахмимский (ликополитанский) — близок ахмимскому, возможно включает территорию Асьюта;
- фиванский — засвидетельствован только одной рукописью, место происхождения которой неизвестно; близость к ахмимскому позволяют предположить, что этот диалект был древним диалектом Фив или района севернее Фив.

## Письменность
- Надпись на коптском и арабском языках в Каире
- Коптская литургическая надпись V—VI веков из Верхнего Египта
- Коптская надпись на камне (около III век н. э.)
- Библия на коптском языке

## Лингвистическая характеристика

### Фонетика и фонология

#### Вокализм
Существует два взгляда на то, как действительно выглядит вокализм коптского языка:
|                       | Передний ряд | Средний ряд | Задний ряд |
| --------------------- | ------------ | ----------- | ---------- |
| Верхний подъём        | iː           |             | uː         |
| Средне-верхний подъём | eː e         |             | oː o       |
| Средний подъём        |              | ə           |            |
| Нижний подъём         |              |             | ɑ          |

|                       | Передний ряд | Средний ряд | Задний ряд |
| --------------------- | ------------ | ----------- | ---------- |
| Верхний подъём        | iː           |             | uː         |
| Средне-верхний подъём | e            |             | o          |
| Средний подъём        | ɛ            | ə           | ɔ          |
| Нижний подъём         |              |             | ɑ          |

Все исследователи согласны с тем, что в коптской фонетике была шва (так называемый Vokalstrich). Предшествующий согласному шва обозначался горизонтальной чертой над соответствующей согласной буквой. Вслед за В. Ворреллом некоторые учёные считают, что в коптском языке согласные могли образовывать слог, однако это, скорее всего, выражалось в вокалическом призвуке. Этот призвук и был шва: об этом говорят нерегулярности в написании и замена горизонтальной черты на E.

#### Консонантизм
Трудно установить точное количество согласных звуков в коптском языке, так как часто коптские буквы могли передаваться по-разному. Так, например, буква ϭ во многих старых коптских письменах передавалась в транскрипции как ⟨ɡ⟩ или ⟨č⟩.
В коптском языке восстанавливается следующая система согласных:
|               |                  | Губные | Переднеязычные | Переднеязычные | Палатальные | Заднеязычные | Заднеязычные | Глоттальные |
| ------------- | ---------------- | ------ | -------------- | -------------- | ----------- | ------------ | ------------ | ----------- |
| Носовые       | Носовые          | m ⟨ⲙ⟩  | n ⟨ⲛ⟩          | n ⟨ⲛ⟩          |             |              |              |             |
| Шумные        | с придыханием    | pʰ ⟨ⲫ⟩ | tʰ ⟨ⲑ⟩         | tʰ ⟨ⲑ⟩         | t͡ʃʰ ⟨ϭ⟩     | kʰ ⟨ⲭ⟩       | kʰ ⟨ⲭ⟩       |             |
| Шумные        | непридыхательные | p ⟨ⲡ⟩  | t ⟨ⲧ⟩          | t ⟨ⲧ⟩          | t͡ʃ          | kʲ ⟨ϭ⟩       | k ⟨ⲕ⟩        |             |
| Шумные        | щелевые          | f ⟨ϥ⟩  | s ⟨ⲥ⟩          | s ⟨ⲥ⟩          | ʃ ⟨ϣ⟩       | xʲ ⟨ⳋ ⳃ⟩     | x ⟨ϧ ⳉ⟩      | h ⟨ϩ⟩       |
| Аппроксиманты | Аппроксиманты    | v ⟨ⲃ⟩  | r ⟨ⲣ⟩          | l ⟨ⲗ⟩          | j ⟨ⲉⲓ⟩      | w ⟨ⲟⲩ⟩       | w ⟨ⲟⲩ⟩       |             |

Фонема /x/ отсутствует в саидском диалекте, а в бохайрском алфавите для неё есть особая буква.
Одну из главных трудностей представляет собой фонемный статус взрывных. Помимо этого, в бохайрских текстах отражается особенность древнеегипетской фонетики: взрывные перед гласными, сонорными и [β] получают придыхание. Тем не менее это правило не касается тех [t], [c] и [k], которые произошли из древнеегипетских фонем /d/, /ɟ/, /g/ и /q/, соответственно, в результате передвижения этих согласных по месту образования вперёд. Из этого в некоторых работах (Loprieno 1997) делается вывод, что в коптском языке они произносились как абруптивные, как было в древнеегипетском, когда они находились этом положении.
Ударение — силовое.

### Морфология
Коптский язык является по большей части флективным, хотя некоторые учёные отмечают в нём черты агглютинативности. Словоизменение основывается на корневых формам, которые могут быть изменены с помощью приставок, суффиксов и окончаний. Значимыми являются также клитики. Буквы корня обычно остаются неизменными, но влияют на остальные части слова. Число, падеж, род и время глагола выражаются через приставки и клитики, что было ещё в египетском языке. 

#### Существительное
Коптские существительные склоняются по роду (мужской и женский), числу (единственное и множественное) и падежу (именительный, родительный, дательный, винительный, творительный, местный и др.). На род обычно указывают артикли, присоединяемые в качестве приставок — в саидском диалекте, например, к таковым относятся /pə, peː/ для мужского рода (ⲡⲓⲣⲱⲙⲓ /pəˈɾomə/ «голова») и /tə, teː/ для женского (ϯϫⲓϫ /təˈt͡ʃit͡ʃ/ «рука»).
Ниже приведены примеры склонений по падежам для мужского существительного «человек» (ⲙⲁⲣⲉ, mare):
- Именительный падеж используется для обозначения субъекта предложения или для именования предметов. Форма существительного в именительном падеже является базовой и часто совпадает с его нормальной формой. Например, мужское существительное «человек» будет иметь форму ⲙⲁⲣⲉ (mare) в именительном падеже.
- Родительный падеж используется для обозначения принадлежности или происхождения. Форма существительного в родительном падеже указывает на владельца или предмет, к которому оно относится. Например, мужское существительное «человек» будет иметь форму ⲙⲡⲉⲣⲉ (mpere) в родительном падеже.
- Дательный падеж используется для обозначения адресата или получателя. Форма существительного в дательном падеже указывает на человека или объект, которому что-либо назначается или предоставляется. Например, мужское существительное «человек» будет иметь форму ⲙⲉⲛⲧⲉ (menti) в дательном падеже.
- Винительный падеж используется для обозначения прямого дополнения или цели действия. Форма существительного в винительном падеже указывает на то, что существительное является объектом, на который направлено действие. Например, мужское существительное «человек» будет иметь форму ⲣⲁⲧⲉ (rate) в винительном падеже.
- Творительный падеж используется для обозначения средства или инструмента, с помощью которого выполняется действие. Форма существительного в творительном падеже указывает, каким образом существительное участвует в действии. Например, мужское существительное «человек» будет иметь форму ⲙⲡⲱⲣⲉ (mpore) в творительном падеже.
- Местный падеж используется для обозначения места или местоположения. Форма существительного в местном падеже указывает на место, в котором находится существительное. Например, мужское существительное «человек» будет иметь форму ⲙⲣⲉ (mre) в местном падеже.
- Зависимое падежное окончание: кроме основных падежей, коптский язык также имеет зависимое падежное окончание, которое присоединяется к существительным и прилагательным в зависимых позициях. Это окончание показывает отношение зависимости или принадлежности и связывает существительное с главным словом в конструкции.

Склонение существительных может отличаться в зависимости от классификации существительного в один из пяти классов склонения в коптском языке. Каждый класс имеет свои собственные правила склонения.

### Синтаксис
Обычный порядок слов в коптском языке — SVO (подлежащее—сказуемое—дополение); используется также порядок VSO.

### Лексика
Хотя основополагающие слова коптского языка ведут своё происхождение от древнеегипетского, в его лексике присутствует значительное количество заимствований из греческого (до 40 % от всего словарного состава в литературном языке). Это связано, в первую очередь, с христианизацией Египта и тем, что его земли долгое время находились под греческим владычеством, включая такие греческие исторические государства, как Македонская империя, Птолемейское Царство и Византийская Империя.
Коптский язык содержит обширный пласт греческой лексики, связанной с христианством и церковным богослужением. Она включает религиозные понятия; слова, относящиеся к священным письменам, молитвам и ритуалам. Значения и использование этих слов могут различаться в различных церковных традициях и контекстах.

#### Слова коптского происхождения в других языках
Коптское имя ⲡⲁⲫⲛⲟⲩϯ (от егип. pꜣy-pꜣ-nṯr) означает «принадлежащий Богу» или «он от Бога». Оно было передано на арабский язык как Babnouda — слово, которое по сей день остаётся распространённым именем среди египетских коптов. Оно также было заимствовано греческим языком как имя Παφνούτιος (Paphnutius). Это имя, в свою очередь, перекочевало из греческого языка в русский, став именем Пафнутий — в пример его носителя можно привести известного российского математика Пафнутия Чебышёва.
Учёные отмечают в современном египетском диалекте арабского языка наличие от 250 до 300 заимствований из коптского языка.

## Образец текста
Статья 1 «Всеобщей декларации прав человека»:

Ⲥⲟⲩⲙⲟⲥⲉ ⲣⲱⲙⲉ ⲛⲓⲙ `ⲉⲩϣⲏϣ `ⲉ ⲛⲉⲩⲉⲣⲏⲩ ϩⲛ `ⲟⲩⲇⲓⲕⲁⲓⲟⲥⲩⲛⲏ. `Ⲟⲩⲛ ϭⲟⲙ ⲙ̀ⲙⲟⲩ `ⲉⲧⲣⲉⲩⲙⲉⲉⲩⲉ `ⲁⲩⲱ ϣϣⲉ `ⲉⲧⲣⲉⲩⲣ-ⲙⲛ̀ⲧⲙⲁⲓⲥⲟⲛ.
Перевод:
Все люди рождаются свободными и равными в своём достоинстве и правах. Они наделены разумом и совестью и должны поступать в отношении друг друга в духе братства.

### Общие работы
- Еланская А. И. Коптский язык. — М.: Наука (ГРВЛ), 1964. — 125 с. — (Языки народов Азии и Африки).
- Еланская А. И. Грамматика коптского языка. Саидский диалект. — СПб.: Нестор-История, 2010. — 528 с.
- Еланская А. И. Коптский язык // Языки Азии и Африки. — Т. IV: Афразийские языки. — Кн. 2: Кушитские языки. Ливийско-гуанчские языки. Египетский язык. Чадские языки. — М. 1991. — 399 с., ил.
- Ернштедт П. В. Исследования по грамматике коптского языка. — М., 1986.
- Emmel, Stephen. 1992. «Languages (Coptic)». In The Anchor Bible Dictionary, edited by David Noel Freedman. Vol. 4 of 6 vols. New York: Doubleday. 180—188.
- Gessman, A. M. The Birth of the Coptic Script (неопр.) // University of South Florida Language Quarterly 14. — 1976. — Т. 2—3.
- Gignac, Francis Thomas. 1991. «Old Coptic». In The Coptic Encyclopedia, edited by Aziz Suryal Atiya. Vol. 8 of 8 vols. New York and Toronto: Macmillian Publishing Company and Collier Macmillian Canada. 169—188.
- Kasser, Radolphe. 1991. «Dialects». In The Coptic Encyclopedia, edited by Aziz Suryal Atiya. Vol. 8 of 8 vols. New York and Toronto: Macmillian Publishing Company and Collier Macmillian Canada. 87—96.
- Wolfgang Kosack[англ.] Lehrbuch des Koptischen.Teil I:Koptische Grammatik.Teil II:Koptische Lesestücke, Graz 1974.
- Loprieno, Antonio. 1995. Ancient Egyptian: A Linguistic Introduction. Cambridge: Cambridge University Press.
- Polotsky, Hans Jakob. 1971. «Coptic». In Afroasiatic: A Survey, edited by Carleton Taylor Hodge. (Jana Linguarum: Series Practica; 163). 's Gravenhage and Paris: Mouton. 67—79.

### Грамматики
- Вестендорф В., Тиль В. Грамматика коптского языка. Саидский диалект: грамматика. Хрестоматия. Словарь / Науч. ред., сост., сост. словаря, пер. с нем. и коптского, авт. доп. коммент., предисл. и послесл. А. С. Четверухин). — СПб., 2007.
- Chaîne, Marius. 1933. Éléments de grammaire dialectale copte: bohairique, sahidique, achmimique, fayoumique. Paris: Paul Geuthner.
- Eberle, Andrea, & Regine Schulz. 2004. Koptisch — Ein Leitfaden durch das Saïdische. LINCOM Languages of the World/Materials 07. Munich: LINCOM Europa.
- Lambdin, Thomas Oden. 1983. Introduction to Sahidic Coptic. Macon: Mercer University Press.
- Layton, Bentley. 2000. A Coptic Grammar (Sahidic Dialect): With a Chrestomathy and Glossary. (Porta linguarum orientalium; N.S., 20). Wiesbaden: Harrassowitz.
- Mallon, Alexis. 1956. Grammaire copte: bibliographie, chrestomathie et vocabulaire. 4th edition. Beyrouth.
- Mattar, Nabil. 1990. A Study in Bohairic Coptic. Pasadena: Hope Publishing House.
- Polotsky, Hans Jakob. 1987. Grundlagen des koptischen Satzbaus. American Studies in Papyrology 28. Decatur, Ga.: Scholars Press.
- Plumley, J. Martin. 1948. An Introductory Coptic Grammar (Sahidic Dialect). London: Home & van Thal.
- Shisha-Halevy, Ariel. 1988. Coptic Grammatical Chrestomathy: a course for academic and private study. Orientalia lovaniensia analecta 30. Leuven: Peeters.
- Shisha-Halevy, Ariel. 1986. Coptic Grammatical Categories: Structural Studies in the Syntax of Shenoutean Sahidic. Analecta Orientalia 53. Roma: Pontificium Institutum Biblicum. ISBN 88-7653-255-2.
- Shisha-Halevy, Ariel. 2007. Topics in Coptic Syntax: Structural Studies in the Bohairic Dialect. Orientalia Lovaniensia Analecta 160. Leuven — Paris — Dudley, MA: Peeters. ISBN 978-90-429-1875-7.
- Till, Walter C. 1994. Koptische Dialektgrammatik. Berlin: Walter De Gruyter.
- Vergote, Jozef. 1973—1983. Grammaire copte. Leuven: Peeters.
- Younan, Sameh. 2005. So, you want to learn Coptic? A guide to Bohairic Grammar. Sydney: St.Mary, St.Bakhomious and St.Shenouda Coptic Orthodox Church.
- Henry Tattam. 1863. A compendious grammar of the Egyptian language as contained in the Coptic, Sahidic, and Bashmuric Dialects. London

### Фонология
- Depuydt, Leo. 1993. «On Coptic Sounds.» Orientalia 62 (new series): 338—375.
- Loprieno, Antonio. 1997. «Egyptian and Coptic Phonology». In Phonologies of Asia and Africa (Including the Caucasus), edited by Alan S. Kaye. Vol. 1 of 2 vols. Winona Lake: Eisenbrauns. 431—460.
- Peust, Carsten. 1999. Egyptian Phonology: An Introduction to the Phonology of a Dead Language. (Monographien zur ägyptischen Sprache; 2). Göttingen: Peust & Gutschmidt.

### Морфология
- Малышев, С. В. Аспект в коптском языке // Acta Linguistica Petropolitana : Труды Института лингвистических исследований. — СПб., 2012. — Т. VIII, ч. 2 : Исследования по теории грамматики, вып. 6 : Типология аспектуальных систем и категорий. — С. 534—565.

### Словари
- Černý, Jaroslav. 1976. Coptic Etymological Dictionary. Cambridge and New York: Cambridge University Press.
- Crum, Walter Ewing. 1939. A Coptic Dictionary. Oxford: Clarendon Press.
- Wolfgang Kosack: Koptisches Handlexikon des Bohairischen. Koptisch — Deutsch — Arabisch. Verlag Christoph Brunner, Basel 2013, ISBN 978-3-9524018-9-7.
- Parthey, Gustav. 1844. Vocabularium coptico-latinum et lat-copt. IA
- Westendorf, Wolfhart. 1965/1977. Koptisches Handwörterbuch. Heidelberg: Carl Winter.
- Vycichl, Werner. 1983. Dictionnaire étymologique de la langue copte. Leuven: Éditions Peeters.
- Westendorf, Wolfhart. 1965/1977. Koptisches Handwörterbuch. Heidelberg: Carl Winter.

### Библиографии
- Kammerer, Winifred (compiler), A Coptic Bibliography, Ann Arbor: University of Michigan Press, 1950. (Reprint New York: Kraus Reprint Co., 1969)
- Wolfgang Kosack: Der koptische Heiligenkalender. Deutsch — Koptisch — Arabisch nach den besten Quellen neu bearbeitet und vollständig herausgegeben mit Index Sanctorum koptischer Heiliger, Index der Namen auf Koptisch, Koptische Patriarchenliste, Geografische Liste. Christoph Brunner, Berlin 2012, ISBN 978-3-9524018-4-2.
- Wolfgang Kosack: Schenute von Atripe De judicio finale. Papyruskodex 63000.IV im Museo Egizio di Torino. Einleitung, Textbearbeitung und Übersetzung herausgegeben von Wolfgang Kosack. Christoph Brunner, Berlin 2013, ISBN 978-3-9524018-5-9.
- Westendorf, Wolfhart. 1965/1977. Koptisches Handwörterbuch. Heidelberg: Carl Winter.